# Daniel Morgan
Daniel Morgan (6. juli 1736–6. juli 1802) var en amerikansk pionér, soldat og medlem af Repræsentanternes Hus valgt i Virginia. Han var én af de mest begavede taktikere på slagmarken under den amerikanske uafhængighedskrig, hvor han udmærkede sig i slaget ved Cowpens. Han ledede senere styrkerne, som nedslog Whiskey-oprøret.